# Will Smith (Footballspieler)
William „Will“ Raymond Smith III (* 4. Juli 1981 in Queens, New York City, New York; † 9. April 2016 in New Orleans, Louisiana) war ein US-amerikanischer American-Football-Spieler. Er spielte zehn Saisons auf der Position des Defensive End für die New Orleans Saints in der National Football League (NFL).

## NFL

### New Orleans Saints
Smith wurde im NFL Draft 2004 in der ersten Runde von den New Orleans Saints ausgewählt. 2006 wurde er in den Pro Bowl berufen. 2008 verlängerten die Saints seinen Vertrag um sieben Jahre. 2009 gewann er mit den Saints den Super Bowl XLIV. 2012 war er in den Bountygate-Skandal verwickelt, wofür er eine Vier-Spiele-Sperre erhielt, die jedoch aufgehoben wurde. In einem Preseason-Spiel der Saison 2013 zog er sich einen Kreuzbandriss zu, wodurch die Saison für ihn frühzeitig endete. Nach der Saison wurde er von den Saints entlassen.
Anfang Oktober 2019 gaben die Saints bekannt, Smith posthum in ihren Ring of Honor aufzunehmen.

### New England Patriots
Am 5. Mai 2014 verpflichteten ihn die New England Patriots, entließen ihn jedoch am 24. August 2014 wieder.

## Tod
Am 9. April 2016 war Smith in einen Autounfall verwickelt. Nach dem Unfall zog der Unfallgegner eine Waffe, erschoss Smith und verletzte dessen Frau. Smith starb im Alter von 34 Jahren noch an der Unfallstelle. Er hinterließ neben seiner Frau auch drei Kinder. Der Täter wurde von der Polizei festgenommen.